# Chortkiv (huyện)
Huyện Chortkiv (tiếng Ukraina: Чортківський район, chuyển tự: Chortkivs’kyi raion) là một huyện của tỉnh Ternopil thuộc Ukraina. Huyện Chortkiv có diện tích 903 km², dân số theo điều tra dân số ngày 5 tháng 12 năm 2001 là 80944 người với mật độ 90 người/km2. Trung tâm huyện nằm ở Chortkiv.